# JFin
jFin es una aplicación software libre de procesado de transacciones de derivados, escrita en Java. jFin se distribuye bajo licencia GNU General Public License.

## Funciones
- Fecha aritmética
  - Fecha Offset
  - Cálculo de fracciones de Año comercial
    - ISDA Actual/Actual
    - ISMA Actual/Actual
    - AFB Actual/Actual
    - Actual/360
    - Actual/365
    - Actual/366
    - Americano 30/360
    - Europeo 30/360
    - Italiano 30/360
    - Brazilian Actual/252

  - Ajuste de fecha
    - Siguiente
    - Siguiente Modificado
    - Precedente
    - Precedente Modificado
    - Referencia de fin de mes

  - Integración con FinancialCalendar.com, calendario global de vacaciones
  - Generación de calendarios de pago
    - Vainilla
    - Corto / largo Primer / Último Stubs